# Іллєнко Михайло Герасимович

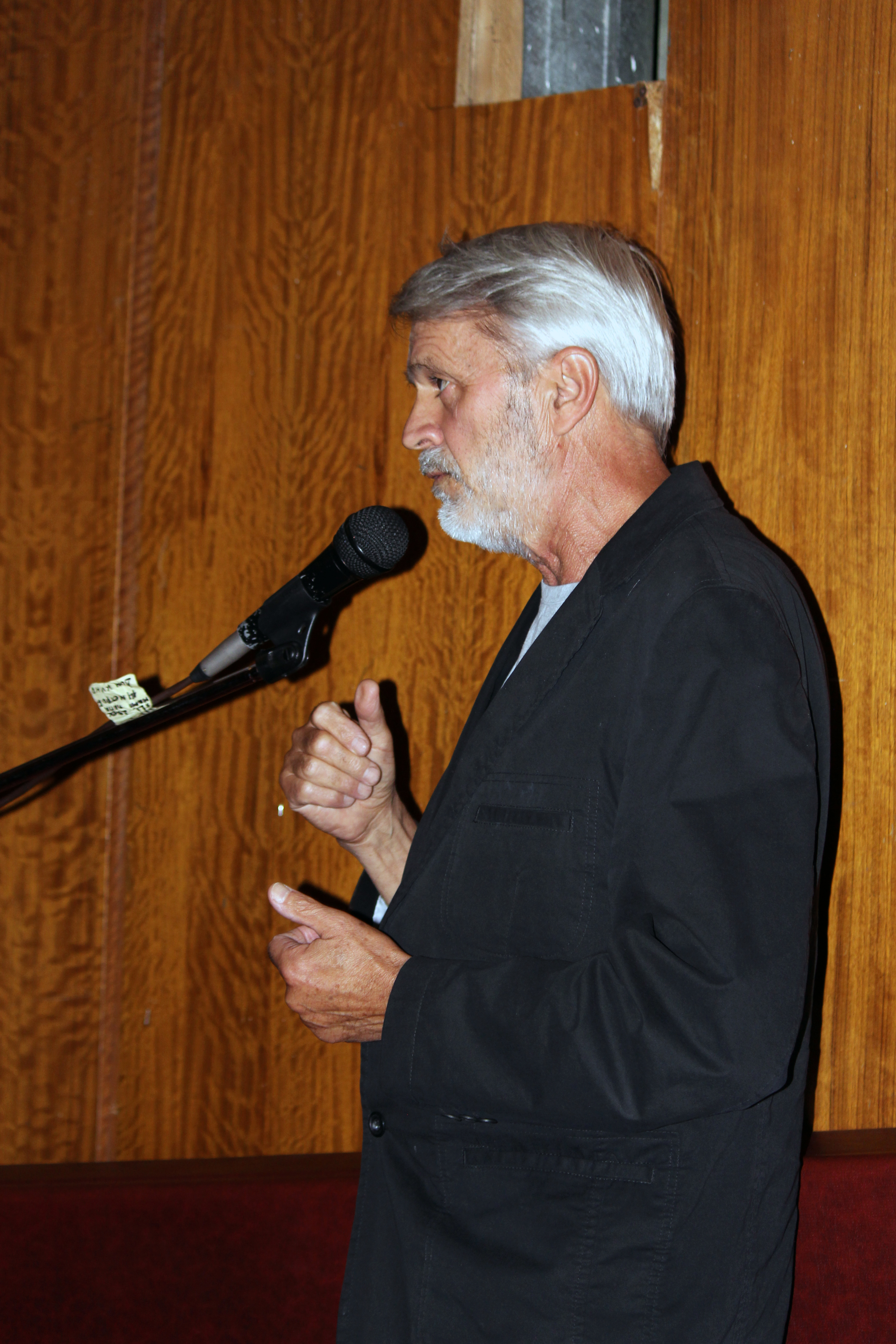
Михайло Іллєнко на з'їзді Національної спілки кінематографістів України у 2017 році

Миха́йло Гера́симович Іллє́нко (нар. 29 червня 1947, Москва) — український кінорежисер, сценарист, актор, академік Національної академії мистецтв України (2017). Заслужений діяч мистецтв України (2003). Лауреат Державної премії України імені Олександра Довженка (2007). Кавалер Ордена «За заслуги» ІІІ ступеня (10.09.2021).

## Життєпис
Народився 29 червня 1947 року в Москві в родині інженера. Закінчив Всесоюзний державний інститут кінематографії (1970, майстерня М.Ромма). З 1973 р. — режисер Київської кіностудії ім. О. П. Довженка.
З 1997 року — організатор кінофестивалю Відкрита ніч.
З 2000 року — декан кінофакультету Київського національного університету театру, кіно і телебачення імені Івана Карпенка-Карого. Член Національної спілки кінематографістів України.
У 2009 році брав участь у першому етапі навколосвітньої подорожі на яхті «Купава».
Від квітня 2017 до листопада 2018 року був Головою Правління української кіноакадемії.
У березні 2022 року долучився до лав територіальної оборони під час російського вторгнення в Україну.

## Приватне життя
- Брат кінорежисерів Вадима та Юрія Іллєнків.
- Дочка Іллєнко Іванна Михайлівна (1976) — українська актриса і балерина.

## Фестивалі та премії[2]
- 1976 — ВКФ «Молодість» у Києві: Приз Держкіно Української РСР за найкращу режисуру («Там вдалині, за рікою», 1975)
- 1993 — МКФ «Золотий орел» в Тбілісі: Диплом журі («Очікуючи вантаж на рейді Фучжоу біля пагоди», 1993)

## Фільмографія

### Режисер
Повнометражні
- «Там вдалині, за рікою» (рос. Там, вдали за рекой, 1975) прим.: російською
- «Кожен мисливець бажає знати...» (рос. Каждый охотник желает знать…, 1985) прим.: російською
- «Фучжоу» (1993) прим.: українською, англійською
- «Сьомий маршрут» (1997) прим.: українською, російською, англійською
- «Той, хто пройшов крізь вогонь» (2011)[3] прим.: російською, українською, англійською, кримськотатарською
- «Толока» (2020)[4] прим.: українською, російською

Короткометражні художні
- «Невелика подорож на великій каруселі» (2002)

Короткометражні анімаційні
- «Одноразова вічність» (2002, мультфільм)

Телесеріали
- «Школа» (рос. Школа, 1980, 3-серійний міні-серіал) прим.: російською
- «Миргород та його мешканці» (рос. Миргород и его обитатели, 1983, 2-серійний міні-серіал) прим.: російською

Телефільми
- «Нісенітниця» (рос. Сапоги всмятку, 1978, телефільм) прим.: російською

### Автор сценарію
- «Була у слона мрія» (1973, мультфільм)
- «Нісенітниця» (рос. Сапоги всмятку, 1978, телефільм)
- «Кожен мисливець бажає знати...» (1985)
- «Дама з папугою» (1988, у співавт. з А. Праченком)
- «Очікуючи вантаж на рейді Фучжоу біля пагоди» (1993)
- «Княжа регата» (1996)
- «Сьомий маршрут» (1997, у співавт.)
- «Шлях до скелі» (1997 і опер)
- «Невелика подорож на великій каруселі» (2002)
- «Одноразова вічність» (2002, мультфільм)
- «Той, хто пройшов крізь вогонь» (2010—2012, у співавт.)
- «Толока» (2013—2014)

### Актор
- «Вечір на Івана Купала» (1968) — епізод
- «Білий птах з чорною ознакою» (1971) — Георгій
- «Передай далі...» (1988) — епізод
- «Яма» (1990) — епізод
- «Невелика подорож на великій каруселі» (2002)
- «Голівуд над Дніпром. Сни з Атлантиди» (2013, докум. фільм; бере участь)
- «Звичайна справа» (2013) — душевнохворий (камео)

## Книги
- 2024: «Сім повернень назавжди. Запах ворога»